# Veronica capillipes
Veronica capillipes är en grobladsväxtart som beskrevs av Sergej Arsenjevitj Nevskij. Veronica capillipes ingår i släktet veronikor, och familjen grobladsväxter. Inga underarter finns listade i Catalogue of Life.